# Emomali Rahmon

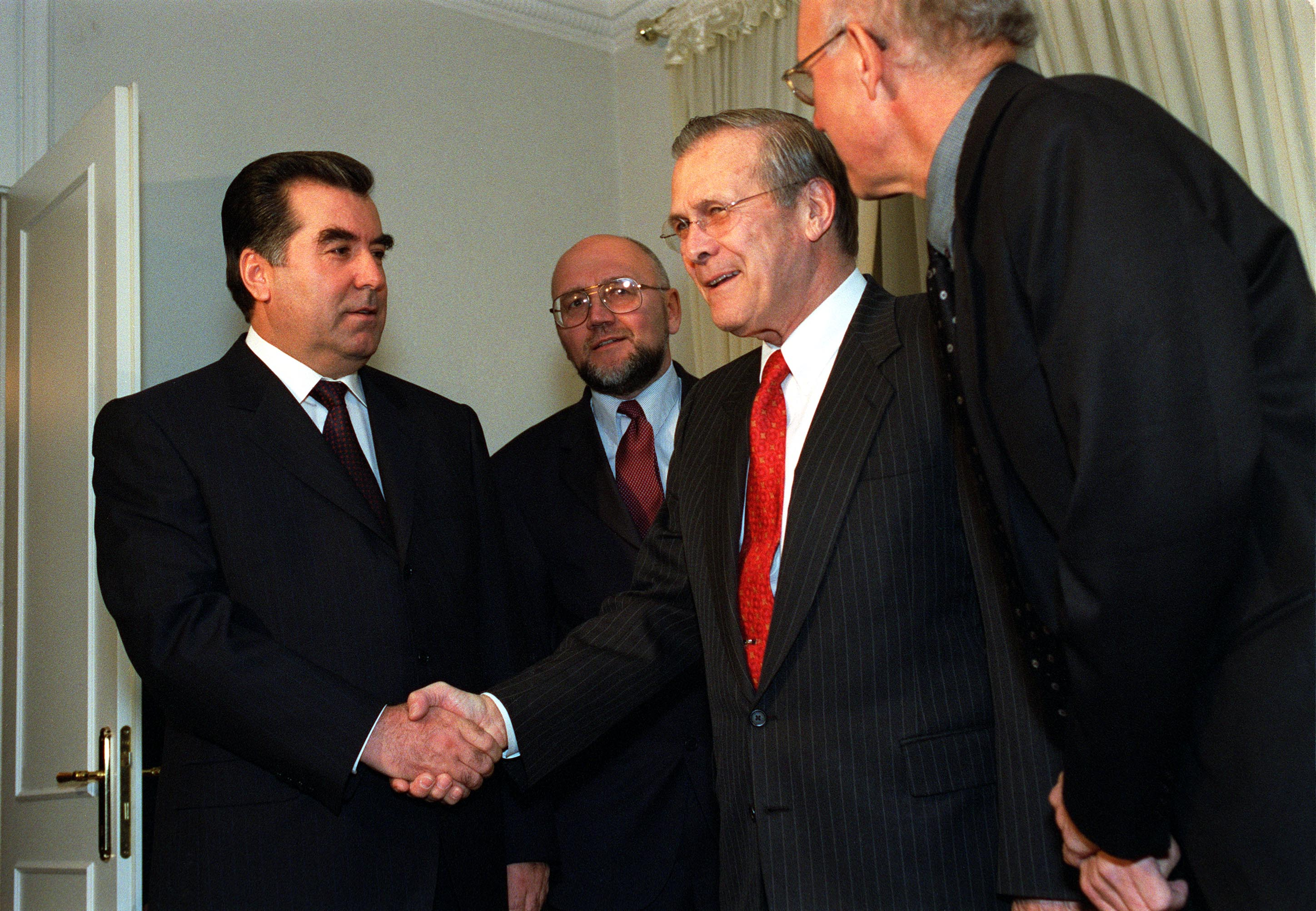
Emomali Rahmon i Donald Rumsfeld (2001)

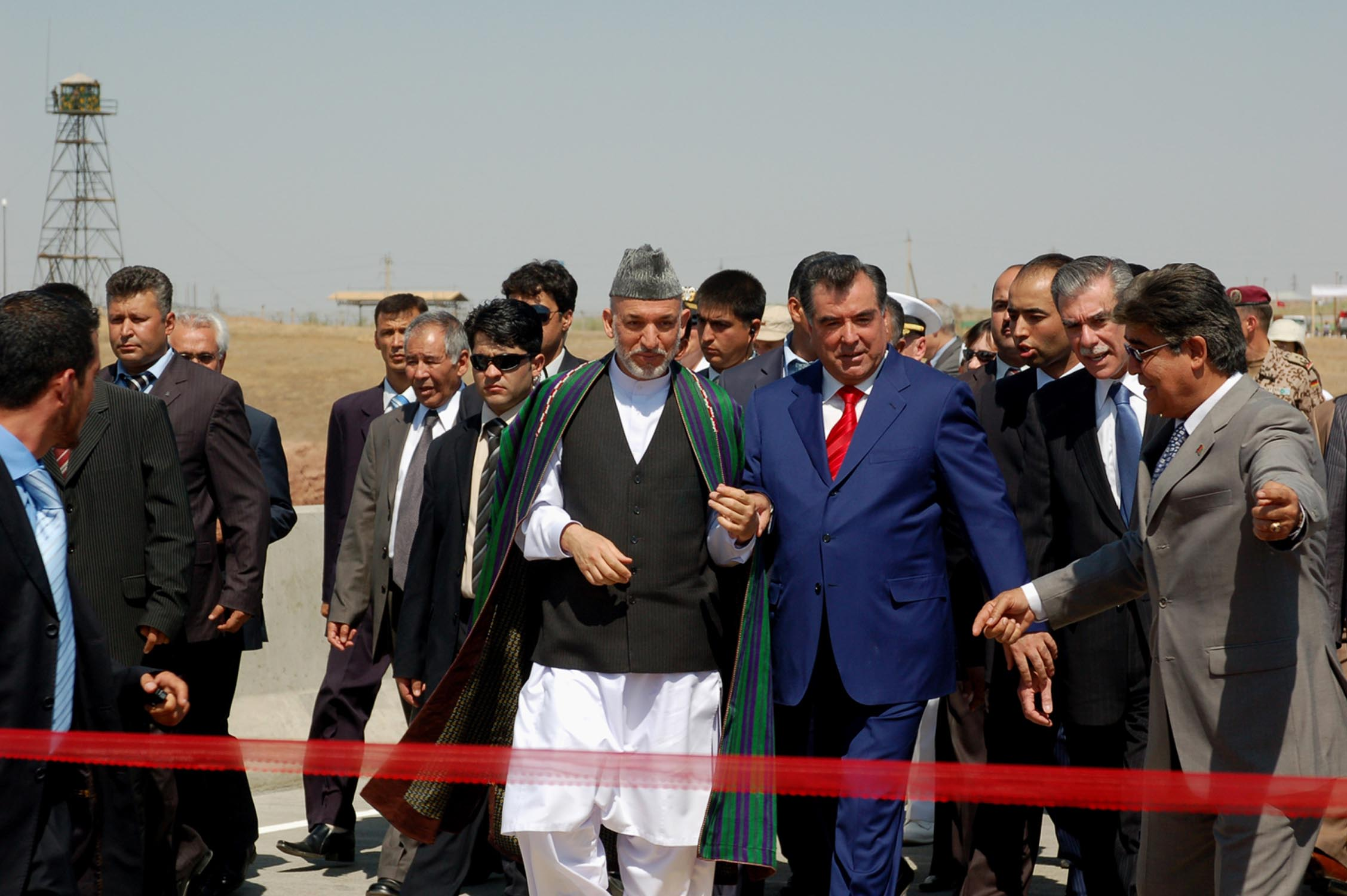
Emomali Rahmon i Hamid Karzaj. (2007)

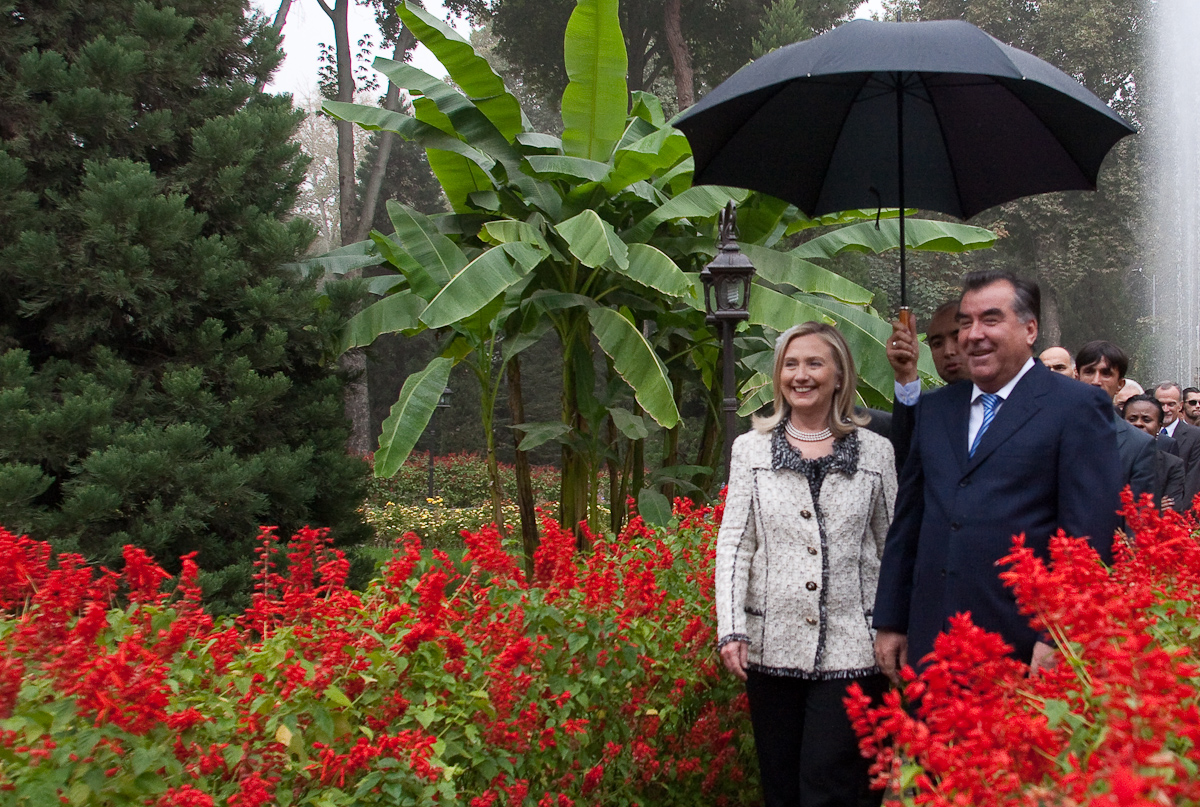
Emomali Rahmon z amerykańską sekretarz stanu Hillary Clinton w Duszanbe. (2011)

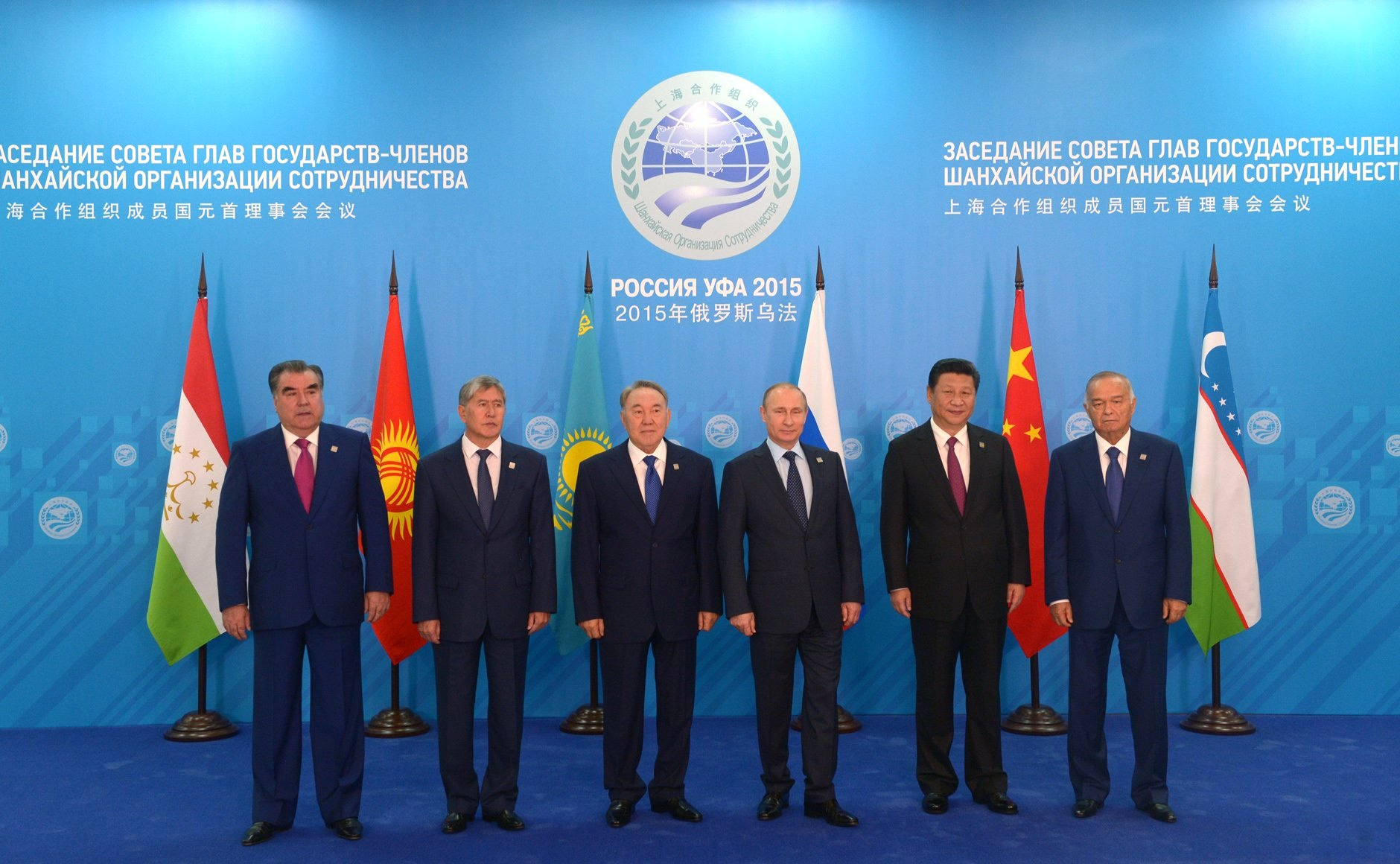
Emomali Rahmon na szczycie przywódców państw członkowskich Szanghajskiej Organizacji Współpracy. (2015)

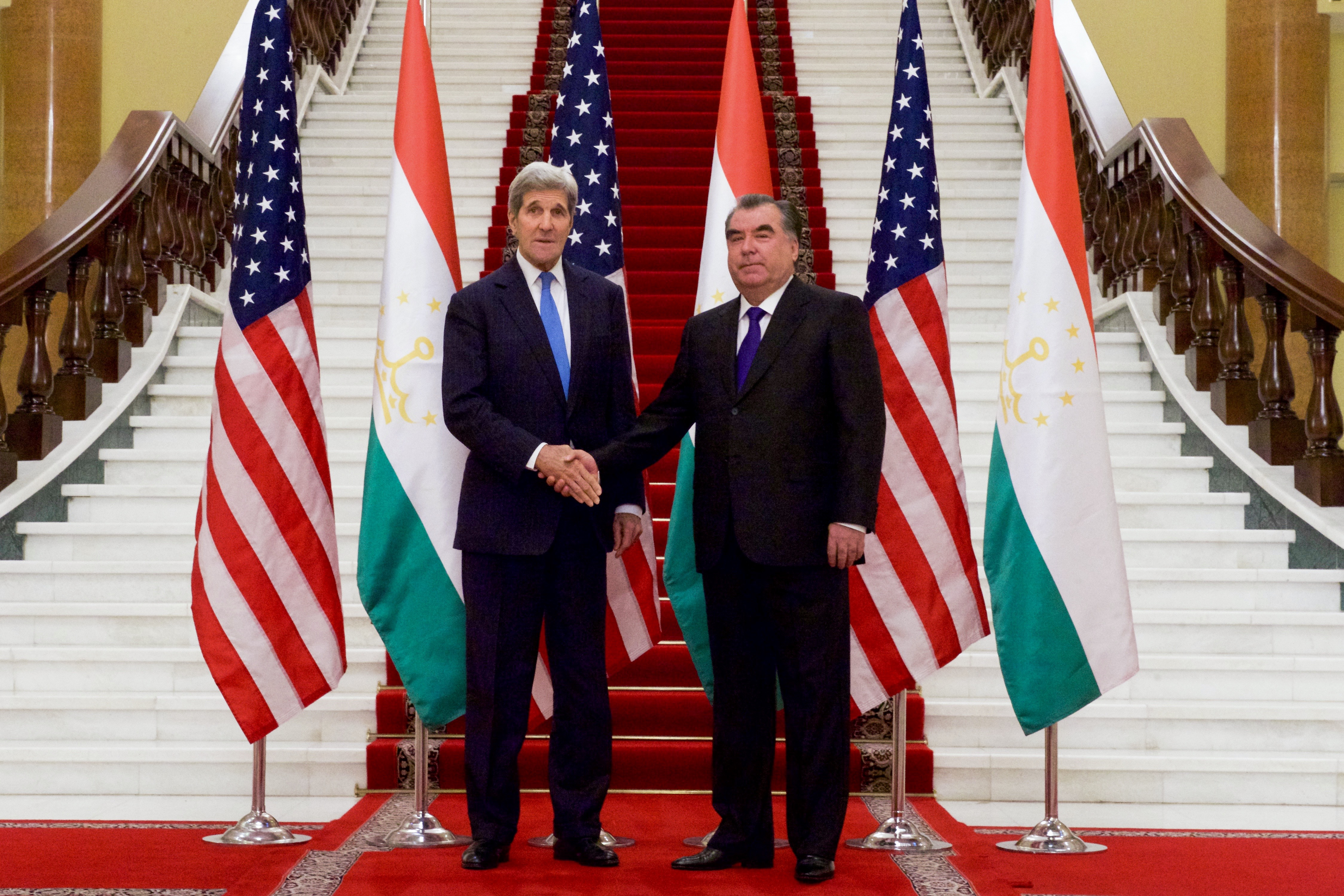
Emomali Rahmon i John Kerry w Pałacu Prezydenckim w Duszanbe. (2015)

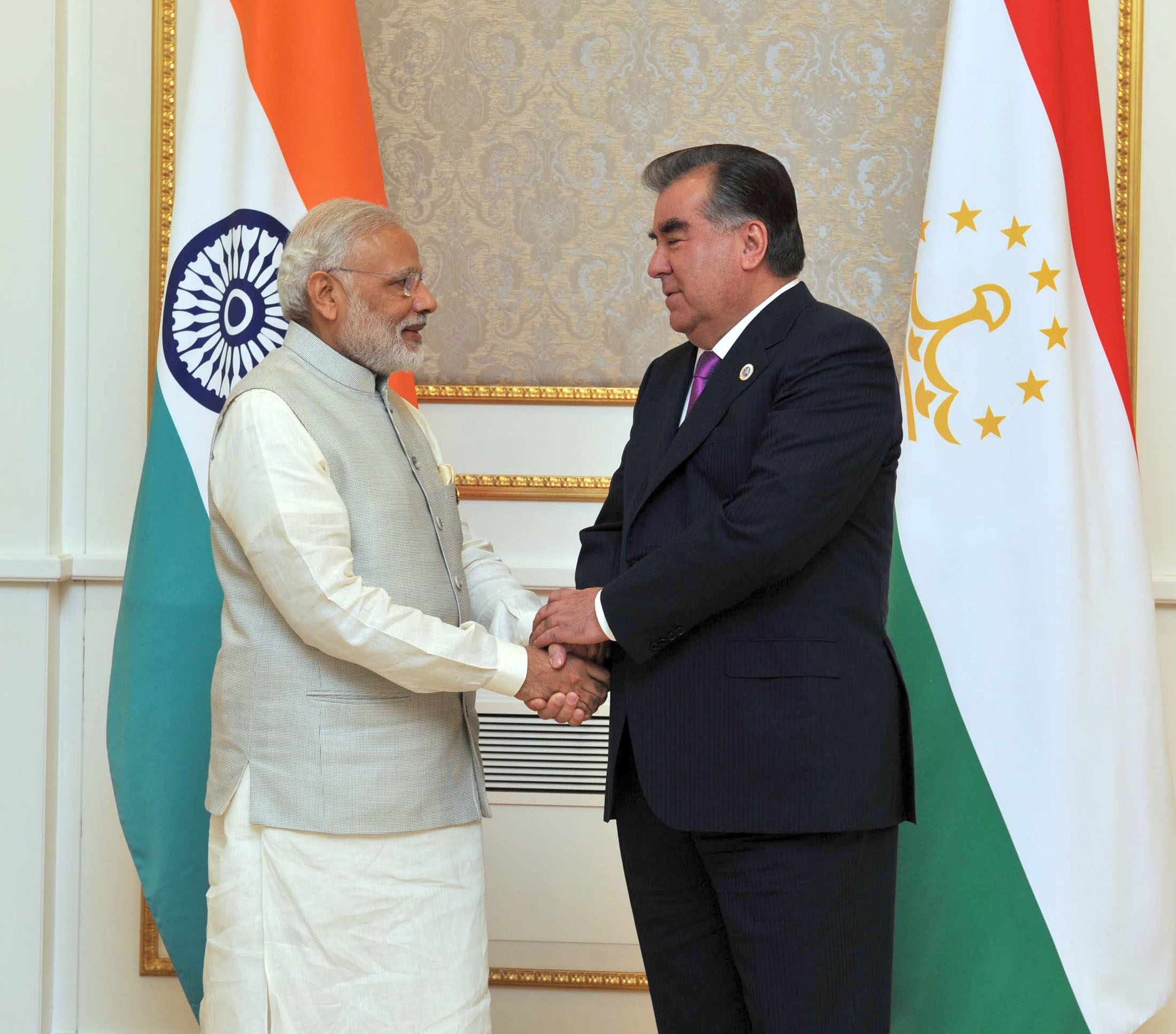
Emomali Rahmon z premierem Indii Narendrą Modim. (2016)

Emomali Rahmon (tadż. Эмомалӣ Раҳмон, do 2007 Emomali Szarifowicz Rahmonow, Эмомалӣ Шарифович Раҳмонов; ur. 5 października 1952 w Dangarze) – tadżycki polityk, w latach 1992–1994 przewodniczący Rady Najwyższej Tadżykistanu (tymczasowa głowa państwa), od 1994 prezydent Tadżykistanu sprawujący władzę autorytarną.

## Kariera polityczna
Studiował na wydziale ekonomicznym Tadżyckiego Uniwersytetu Państwowego, gdzie otrzymał dyplom w 1982 roku. W 1990 roku został wybrany do Komitetu Centralnego Komunistycznej Partii Tadżyckiej SRR. W listopadzie 1992 roku, objął stanowisko przewodniczącego Rady Najwyższej Tadżykistanu.

### Prezydent Tadżykistanu
6 listopada 1994 Rahmonow został wybrany prezydentem, natomiast zaprzysiężony 16 listopada tego samego roku. We wczesnym okresie władzy walczył z islamistycznymi, zbrojnymi ruchami opozycyjnymi wspieranymi przez zagranicznych dżihadystów, w tym; Al-Kaidę, Islamską Republikę Afganistanu, talibów, a także uzbeckich islamistów. Opozycja na czele z Islamską Partią Tadżykistanu domagała się utworzenia w Tadżykistanie państwa islamskiego, a następnie jego przemianę w kalifat rozciągnięty na całą Azję Środkową. Wojna zakończyła się zwycięstwem sił rządowych i podpisaniem porozumienia pokojowego w 1997 roku.
Dzięki zmianom w konstytucji, w wyborach z 6 listopada 1999 mógł zostać wybrany ponownie na siedmioletnią kadencję na stanowisku. Według źródeł oficjalnych głosowało wówczas na niego w wyborach powszechnych 97% wyborców, choć zagraniczni obserwatorzy zgłaszali liczne zastrzeżenia i podawali przykłady łamania prawa wyborczego. W 2003 roku Rahmonow wygrał referendum, dzięki któremu mógł pozostać u władzy na następne kadencje po upływie mandatu. Opozycja jednak zarzucała mu, iż referendum zostało sfałszowane. 6 listopada 2006 po raz kolejny został wybrany na stanowisko prezydenta, uzyskując ponad 76% głosów. Również te wybory były krytykowane przez międzynarodowych obserwatorów jako niespełniające demokratycznych wymogów.
W kwietniu 2007 roku Rahmonow zmienił swoje nazwisko na „Rahmon”. Prezydent odrzucił rosyjską końcówkę -ow i otczestwo, namawiając pozostałych Tadżyków do pójścia w jego ślady. Początkowo oficjalna prezydencka strona internetowa zapisywała nazwisko w formie Эмомалии Раҳмон (Emomalii Rahmon).
6 listopada 2013 Rahmon po raz kolejny wygrał wybory prezydenckie. Z wynikiem 83,92% głosów zapewnił sobie następną, 7-letnią kadencję na stanowisku. OBWE stwierdziła, iż „Nie było widocznej kampanii wyborczej innych kandydatów”. Frekwencja wyborcza wyniosła 86,6%.

#### Kryzys wewnętrzny w 2015 i następstwa
Podczas swojej czwartej kadencji Rahmon zaczął zaostrzać swoją politykę antyterrorystyczną w obawie przed islamskim ekstremizmem związanym z działalnością Państwa Islamskiego. W maju 2015 roku prezydent skierował do parlamentu wniosek o likwidację możliwości nadawania arabskich imion nowo narodzonym Tadżykom. Wkrótce później w kraju rozpoczęła się kampania na rzecz zakazu noszenia bród, charakterystycznych dla tadżyckich muzułmanów.
Na początku września 2015 roku wojska rządowe zdławiły w stolicy kraju – Duszanbe, antyrządową rewoltę inspirowaną według prezydenta przez lokalny odłam Państwa Islamskiego. Do rozruchów doszło po tym, jak 28 sierpnia 2015 rząd zdelegalizował Islamską Partię Odrodzenia Tadżykistanu i zabronił jej jakiejkolwiek aktywności publicznej. W strzelaninach mogło zginąć nawet 30 osób, tydzień później wojsko poinformowało o rozbiciu grupy bojowników, którzy mieli być odpowiedzialni za ataki. Na czele rebelii stał były wiceminister obrony i weteran wojny domowej z lat 1992–1997, generał Abdu Chalim Nazarzodah.
W procesie unormowania sytuacji w Tadżykistanie pomoc zaoferował rząd Rosji, zaniepokojenie sytuacją wyraził także prezydent Kazachstanu Nursułtan Nazarbajew.
W listopadzie 2015 roku Zgromadzenie Reprezentantów Tadżykistanu nadało Rahmonowi oficjalny tytuł „przywódcy narodu” oraz twórcy pokoju i jedności narodowej Tadżykistanu. Miesiąc później wystąpiono z wnioskiem o nadanie prezydentowi i całej jego rodzinie dożywotniego immunitetu. W lutym 2016 roku władze podjęły decyzję o rozpisaniu na dzień 22 maja 2016 referendum ogólnokrajowego mającego zawierać trzy pytania: o zniesieniu limitu kadencji prezydenckich, o obniżeniu wieku wymaganego do objęcia urzędu prezydenta z 35 do 30 lat oraz o zakazie istnienia organizacji politycznych o podłożu religijnym. Głosowanie zostało przeprowadzone zgodnie z planem, zmiany w konstytucji poparło ponad 90% wyborców.
Tadżykistan znalazł się na 158. miejscu z 167 krajów objętych badaniem wskaźnika demokracji przez Economist Intelligence Unit w 2015 roku – ex aequo z Uzbekistanem. Nasilające się prześladowania wobec podejrzanych o islamski ekstremizm oraz powszechne represje wobec przeciwników rządu Ludowo-Demokratycznej Partii Tadżykistanu naraziły władze kraju na krytykę międzynarodową. Napięta sytuacja polityczna w Tadżykistanie przyczyniła się do nasilenia migracji mieszkańców tego kraju do państw Unii Europejskiej.

## Życie prywatne

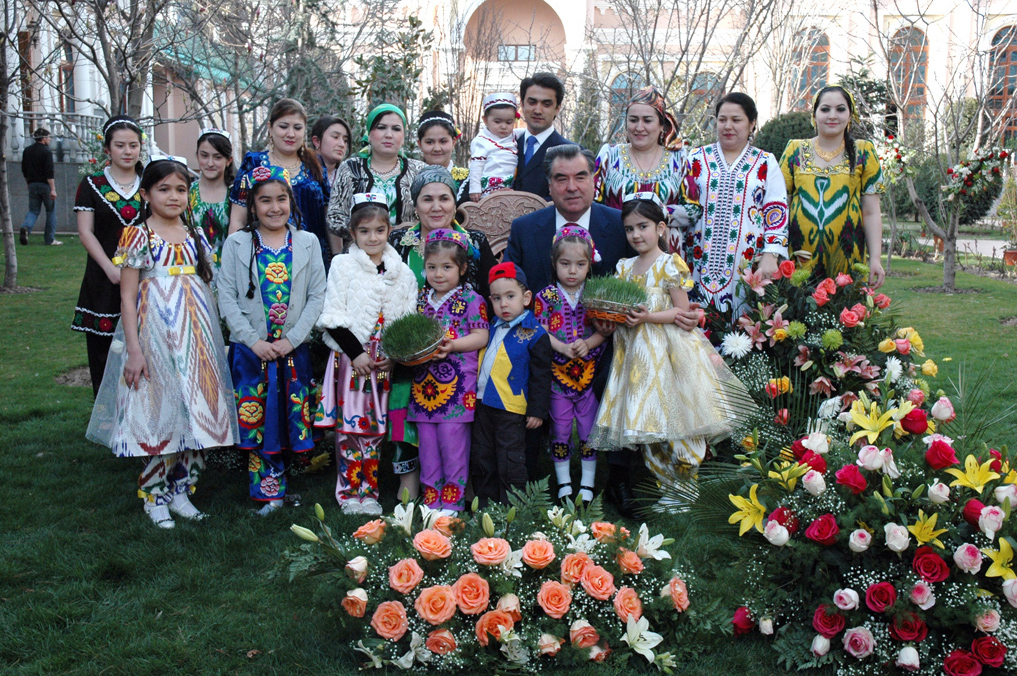
Emomali Rahmon z żoną Azizmo Asadullayevą i rodziną w 2011

Rahmon przeżył kilka wymierzonych w siebie zamachów, m.in. w kwietniu 1997 roku oraz w listopadzie 2001 roku.
Jest żonaty, ma dziewięcioro dzieci (w tym siedem córek).

## Odznaczenia
- Bohater Tadżykistanu (1999)
- Order Księcia Jarosława Mądrego I klasy (Ukraina, 2008)[26]
- Order „Za zasługi” I klasy (Ukraina, 2011)[27][28]
- Komandor Krzyża Wielkiego Orderu Trzech Gwiazd (Łotwa, 2009)
- Order Złotego Orła (Kazachstan, 2023)[29]
- Order „Przyjaźń” I klasy (Kazachstan, 2002)[30]
- Order „Szlachetność” (Kazachstan, 2018)[31]
- Medal „10 lat Astany” (Kazachstan)
- Order Pakistanu (Pakistan)
- Order Heydəra Əliyeva (Azerbejdżan, 2012)[32]
- Order Republiki Serbskiej II klasy (Serbia, 2013)[33]
- Order Mubaraka Wielkiego (Kuwejt, 2013)
- Order Bitaraplyk (Turkmenistan, 2012)
- Order Aleksandra Newskiego (Rosja, 2017)[34]